# サシャ・ゲルストナー

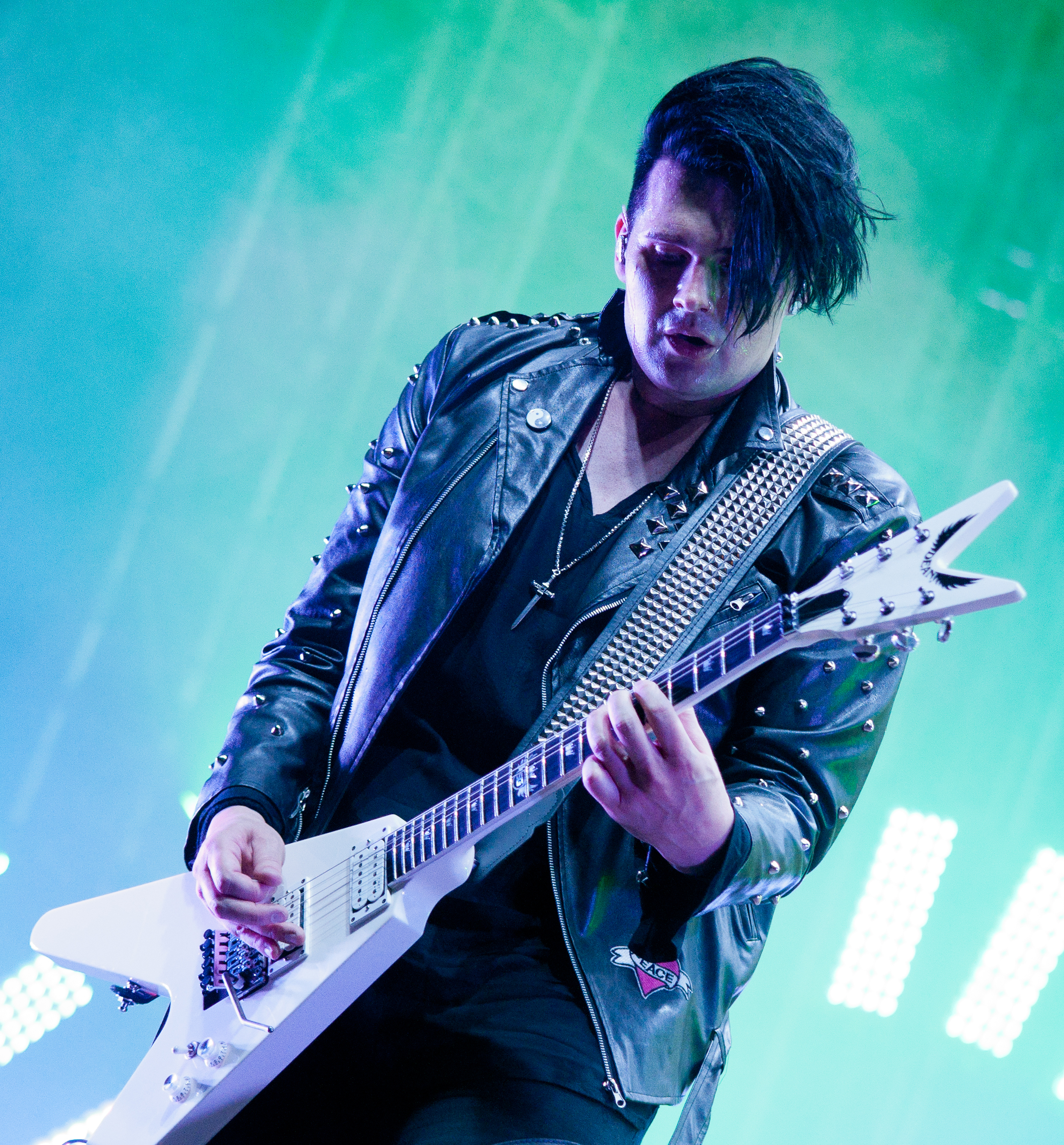
サシャ・ゲルストナー

サシャ・ゲルストナー(Sascha Gerstner、ザシャ・ゲルシュトナー 1977年4月2日-)はドイツ出身のギタリスト。ヘヴィメタルバンド、ハロウィンのギタリストとして活動している。

## バイオグラフィー
13歳にギターを始め、17歳には故郷でスタジオミュージシャンとして活動するようになる。
1998年にクリス・ベイとガンマ・レイのドラマーであるダニエル・ツィマーマンの新プロジェクト、フリーダム・コールに加入する。2001年まで活動するが、サシャは自分のスタイルに口出しするメンバーに不満を持ち脱退し、その後はドイツでのヒットチャートの曲を演奏するカヴァーバンドやギタークリニックの仕事をこなしていた。
2002年にプロデューサーであるチャーリー・バウアファイントの紹介でマイケル・ヴァイカートと出会い、ローランド・グラポウが脱退してギタリストが不在だったハロウィンのレコーディングに新メンバーとして加入することを前提に参加し、2003年の「Rabbit Don't Come Easy」リリース前に正式にハロウィンのメンバーになる。
現在は、作曲面においてもハロウィンには欠かせない存在となっている。
尚、身長は公称198cmとしているが、ギタリストの相方であるマイケル・ヴァイカート(公称190cm)よりも更に頭一つほど背が高く、実際は200cm以上の可能性があり、長身のメンバーが多いハロウィンの中でも一番の高身長である。そのためボディに長さがあり面積が大きいフライングVやエクスプローラーなど変形タイプのギターでさえも小さく見えるほどである。

## ディスコグラフィー
- フリーダム・コール

1. Stairway To Fairyland (1999)
2. Taragon (1999, EP)
3. Crystal Empire (2001)

- ハロウィン

1. Rabbit Don't Come Easy (2003)
2. Keeper of the Seven Keys - The Legacy - (2005)
3. Gambling With The Devil (2007)
4. Unarmed – Best Of 25th Anniversary (2009)
5. 7 Sinners (2010)
6. Straight Out Of Hell (2013)
7. My God–Given Right (2015)
8. Helloween（2021）

## 音楽的特徴
プレイスタイル、楽曲など、ヴァイカートと似ているものが多いが、テクニックに関してはヴァイカートが「俺よりうまい」と認めている。ダーティにプレイするヴァイカートより、正確な速弾きが得意で、スウィープなど高度なテクニックも難なくこなし、その実力はかなりのものだと言える。
使用ギターは、2006年のツアーまではIbanezのICEMAN、ESPのレスポールタイプなどを使うことが多かったが、2007年に発売したハロウィンのアルバム『Gambling With The Devil』に伴うツアーからはDEANのキャディラックシリーズやZシリーズを使用しており、2015年以降のツアーでは一部ギブソン・フライングVやDEAN製マイケル・シェンカーのシグネチャーモデルのフライングV、そして、昨今はDEANの自身のシグネチャーモデルのVタイプも愛用している。
アンプやエフェクター等のギター以外の機材には、特に特別強い拘りなどは無く、自分が出したい音、バンドに必要な音を得るためなら何でも使うという柔軟な考え、姿勢を持っている。
世界中を回るツアーでは相方のヴァイカート共々、機材の輸送費を押さえるため、アンプシミュレーター機能が備わったフロアタイプのマルチエフェクターやワウペダル、歪み系のコンパクトエフェクター等の必要最低限の機材とメインとサブのギター数本のみ持参し、その他のアンプなど輸送費が嵩む大型で重量がある機材は現地調達のレンタルで済ましたり、アンプを通さずP.Aに直接ラインでギターの信号を送るなどして、年々ツアー用の機材が簡素化されている。
機材を簡素化しても全く遜色ないサウンドとプレイを聴かせる事からも、前述通り彼のギターテクニックの高さが窺える。